# ソ連軍参謀本部
ソ連軍参謀本部（ソれんぐんさんぼうほんぶ）は、ソビエト連邦軍の軍令機関。労農赤軍本部とも呼ばれる。

## 機構
1941年6月22日現在の労農赤軍参謀本部の機構。
- 参謀総長：ゲオルギー・ジューコフ上級大将
- 参謀第一次長：ニコライ・ヴァトゥーチン中将
- 参謀第二次長（組織動員問題担当）：ワシーリー・ソコロフスキー中将
- 後方担当参謀総長補：V.イワノフ少将
- 作戦局長：G.マランディン中将
  - 第一副局長：アレクサンドル・ヴァシレフスキー少将
  - 副局長
  - 南西・近東方面担当副局長
  - 西部課長
  - 近東課長
  - 極東課長
- 情報局長：フィリップ・ゴリコフ中将
  - 副局長
  - 副局長
  - 第1課長（西部）
  - 第2課長（バルカン）
  - 第3課長（東部）
  - 第4課長（軍事技術）
  - 第5課長（特殊）
  - 第6課長（パスポート）
  - 第7課長（沿国境偵察）
  - 第8課長（電波偵察・無線通信）
  - 第9課長（暗号）
  - 第10課長（暗号解読）
  - 防諜課長
  - 対外関係課長
  - 中央軍事検閲課長
  - 情報課長
  - 軍事技術・経済情報課長
  - 特殊任務課長
  - 総務課長
  - 政治課長
  - 行政経済課長
- 組織局長：N.チェトヴェルニコフ少将
- 動員局長
- 軍事連絡局長
- 後方・補給整備局長
- 部隊充足局長
- 軍事測量局長
- 強化地区課長
- 戦史課長
- 人事課長

## 歴代参謀総長
1921年2月11日、共和国革命軍事会議野戦本部と全ロシア参謀本部を統合し、労農赤軍参謀部を創設。
- パーヴェル・レベジェフ（ロシア語版）（1921年2月14日 - 1924年4月12日）
- ミハイル・フルンゼ（1924年4月12日　- 1925年2月2日）
- セルゲイ・カーメネフ（1925年2月2日 - 1925年11月13日）
- ミハイル・トゥハチェフスキー（1925年11月13日 - 1928年5月5日）
- ボリス・シャポシニコフ（1928年5月5日 - 1931年6月11日）
- アレクサンドル・エゴロフ（1931年6月11日 - 1935年9月26日）

1935年9月26日ソ連人民委員会議決定により、労農赤軍参謀本部に名称変更。
- アレクサンドル・エゴロフ（1935年9月26日 - 1937年5月11日）
- ボリス・シャポシニコフ（1937年5月11日 - 1940年8月19日）
- キリル・メレツコフ（1940年8月19日 - 1941年2月1日）
- ゲオルギー・ジューコフ（1941年2月1日 - 1941年7月29日）
- ボリス・シャポシニコフ（1941年7月29日 - 1942年5月11日）
- アレクサンドル・ヴァシレフスキー（1942年5月11日 - 1945年2月19日）
- アレクセイ・アントーノフ（1945年2月19日 - 1946年3月25日）
- アレクサンドル・ヴァシレフスキー（1946年3月25日 - 1946年6月3日）

1946年6月3日ソ連閣僚会議決定により、陸軍参謀本部に名称変更。
- アレクサンドル・ヴァシレフスキー（1946年6月3日 - 1948年11月12日）
- セルゲイ・シュテメンコ（1948年11月12日 - 1950年8月9日）

1950年6月29日、ソビエト軍参謀本部に名称変更
- セルゲイ・シュテメンコ（1950年6月29日 - 1952年6月17日）
- ワシーリー・ソコロフスキー（1952年6月17日 - 1955年9月20日）

1955年9月20日、ソ連軍参謀本部に名称変更
- ワシーリー・ソコロフスキー（1955年9月20日 - 1960年4月19日）
- マトヴェイ・ザハロフ（1960年4月19日 - 1963年3月7日）
- セルゲイ・ビリュゾフ（1963年3月7日 - 1964年10月19日）
- マトヴェイ・ザハロフ（1964年11月23日 - 1971年9月21日）
- ヴィクトル・クリコフ（1971年9月21日- 1977年1月）
- ニコライ・オガルコフ（1977年1月 - 1984年9月6日）
- セルゲイ・アフロメーエフ（1984年9月6日 - 1988年12月14日）
- ミハイル・モイセーエフ（1988年12月4日 - 1991年8月23日）
- ウラジーミル・ロボフ（1991年8月23日 - 1991年12月7日）